# Alacia hettacra
Alacia hettacra är en kräftdjursart som först beskrevs av G. W. Müller 1906.  Alacia hettacra ingår i släktet Alacia och familjen Halocyprididae. Inga underarter finns listade i Catalogue of Life.